# Districtul Darguina
Darguina este un district din provincia Béjaïa, Algeria.